# Sonny Tufts
Sonny Tufts (* 16. Juli 1911 in Boston, Massachusetts als Bowen Charlton Tufts III; † 4. Juni 1970 in Santa Monica, Kalifornien) war ein US-amerikanischer Schauspieler.

## Leben und Karriere
Sonny Tufts wurde als Bowen Charlton Tufts III in eine angesehene Bankiersfamilie aus Boston geboren. Sein Großonkel Charles war Begründer und Namensgeber der Tufts University. Bereits mit acht Jahren wollte er Sänger werden, später studierte Tufts Oper an der Yale University und erhielt weitere Ausbildung in New York und Paris. Zunächst wollte er sich an der Metropolitan Opera bewerben, fand die dortigen Gehälter für Anfänger allerdings zu niedrig. Er wandte sich daraufhin dem Broadway zu und trat in mehreren Musicals wie Sing for Your Supper auf. Er war ebenfalls als Sänger in Nachtclubs und Hotels tätig. 1942 unterschrieb Tufts einen Studiovertrag bei Paramount Pictures. Da viele Schauspieler seines Alters im Zweiten Weltkrieg dienten, er aber wegen einer Verletzung seinen Kriegsdienst nicht ableisten durfte, eröffnete sich ihm schon in seinem Filmdebüt eine größere Rolle: Im Kriegsfilm Mutige Frauen spielte er den Geliebten von Paulette Goddard, was ihm vom New York Film Critics Circle eine Nominierung als Bester Schauspieler einbrachte.
Der blondhaarige, athletisch aussehende Tufts erhielt binnen kurzer Zeit rund 1700 Fanbriefe in der Woche und wurde in einer Magazinumfrage zum größten Newcomer des Jahres 1943 gewählt. Er spielte meistens liebenswerte, allerdings auch oft fade Liebhaberrollen und war zeitweise ein beliebtes Beefcake-Modell. Anschließend spielte er unter anderem neben Olivia de Havilland die männliche Hauptrolle in der Komödie Government Girl (1943) und trat neben Bing Crosby in dem Musicalfilm Here Come the Waves (1944) auf. Bereits Ende der 1940er-Jahre begann der Stern von Tufts zu sinken. Er musste sich nun bei aufwendigeren Filmproduktionen mit Nebenrollen begnügen, beispielsweise als Filmschurke neben John Payne im Film noir Herr der Unterwelt (1949).
In den 1950er-Jahren war er Hauptdarsteller mehrerer B-Movies, darunter auch als Astronaut in dem dreidimensionalen Science-Fiction-Film Cat-Women of the Moon. Weiteren Abtrieb erhielt Tufts Karriere während dieser Zeit durch öffentliche Skandale: Im Jahr 1953 wurde er von seiner Frau Barbara geschieden, mit der er seit Ende der 1930er-Jahre verheiratet war. Sie nannte seinen Alkoholismus als Scheidungsgrund, mehrfach wurde Tufts wegen öffentlicher Trunkenheit verhaftet. Zudem erhoben in den 1950er-Jahren gleich mehrere Showgirls mit dem Vorwurf, er habe ihnen in den Schenkel gebissen, gegen Tufts Anklage. Die letzte Rolle in einem größeren Film erhielt er 1955 in Das verflixte 7. Jahr von Billy Wilder, wo er in einer Nebenrolle den Schriftsteller und Frauenschwarm Tom MacKenzie verkörperte. In den folgenden 15 Jahren bis zu seinem Tod folgten nur noch in unregelmäßigen Abständen Nebenrollen in Film und Fernsehen. Sein Alkoholismus kostete ihn auch eine größere Rolle im John-Wayne-Film Alamo (1960).
Sonny Tufts lebte in späteren Jahren abwechselnd in Kalifornien und auf seiner Ranch in Texas. Er starb 1970 in Santa Monica im Alter von 58 Jahren an einer Lungenentzündung. Tufts wurde auf dem in Lexington, Massachusetts, beigesetzt.

## In der Popkultur
Sonny Tufts galt in den USA, nicht zuletzt dank seiner B-Movie-Rollen und kontroversen Persönlichkeit, als Sinnbild des abgehalfterten Skandalschauspielers. In amerikanischen Comedy-Fernsehserien der 1960er-Jahre wie The Dick Van Dyke Show, Rowan & Martin's Laugh-In oder Die Monkees wurden Witze über den Schauspieler gerissen. Auch Johnny Carson erwähnte Tufts Namen häufiger in seiner Tonight Show. Tufts nahm diese Veralberungen mit Humor und absolvierte mehrmals selbstironische Fernsehauftritte. Im 1979 erschienenen Kultbuch The Golden Turkey Awards von Harry und Michael Medved wurde ihm eine eigene, allerdings eher zweifelhafte Kategorie unter dem Titel „Die schlechteste Filmleistung von Sonny Tufts“ gewidmet. Tufts erhielt die Auszeichnung für seinen Auftritt in Government Girl (1943).

## Filmografie (Auswahl)
- 1943: Mutige Frauen (So Proudly We Hail!)
- 1943: Government Girl
- 1944: Here Come the Waves
- 1945: Bring on the Girls
- 1946: Der Mann aus Virginia (The Virginian)
- 1947: Mädchen für Hollywood (Variety Girl) (Cameo)
- 1949: Herr der Unterwelt (The Crooked Way)
- 1949: Easy Living
- 1952: Ein Fressen für die Fische (Gift Horse)
- 1953: Unschuldig gejagt (No Escape)
- 1953: Cat-Women of the Moon
- 1955: Das verflixte 7. Jahr (The Seven Year Itch)
- 1957: Mit dem Colt unterm Kissen (The Parson and the Outlaw)
- 1963: Die Leute von der Shiloh Ranch (The Virginian; Fernsehserie, 1 Folge)
- 1965: Revolver diskutieren nicht (Town Tamer)
- 1968: Land’s End (Fernsehfilm)